# Strada statale 505 della Valle del Lys
La ex strada statale 505 della Valle del Lys (SS 505), ora strada regionale 44 della Valle del Lys (SR 44) (in francese, Route régionale 44 de la vallée du Lys (RR 44)), è una strada regionale italiana che si sviluppa in Valle d'Aosta.

## Percorso
Ha origine nel centro abitato di Pont-Saint-Martin. La strada prosegue verso nord-est, risalendo la valle del Lys e attraversando i comuni di Perloz, Lillianes e Fontainemore.
L'itinerario devia quindi verso nord in direzione di Issime, quindi nuovamente verso nord-est raggiungendo Gaby, Gressoney-Saint-Jean e il capoluogo (villaggio Tache) di Gressoney-La-Trinité, dove termina il suo percorso in corrispondenza dell'inizio della strada regionale 43 di Stafal.
In seguito al decreto legislativo 22 aprile 1994 n. 320, dal 1994, la gestione è passata dall'ANAS alla Regione Valle d'Aosta, che l'ha classificata come strada regionale con la denominazione di strada regionale 44 della Valle del Lys (SR 44); (in francese, Route régionale 44 de la vallée du Lys (RR 44)).
Con decreto ministeriale, la strada viene declassata definitivamente a strada regionale